# Szkoła przy ul. Prądzyńskiego 53 w Poznaniu
Szkoła przy ul. Prądzyńskiego 53 (Szkoła Podstawowa nr 25 w Poznaniu) – szkoła podstawowa zlokalizowana w Poznaniu, przy ul. Prądzyńskiego 53 na Wildzie. Architektura obiektu nawiązuje do form renesansu i baroku, zdradzając już jednak dążenia modernistyczne. Była to jedna z pierwszych w mieście szkół zrealizowanych w systemie pawilonowym.
Zespół zabudowań szkolnych ma formę grupy pawilonów skoncentrowanych wokół dziedzińca. Obiekty dawnej XI Volksschule zaprojektował Fritz Teubner (przy współpracy architekta Waldmanna), a wzniesione zostały w latach 1909–1913. Z osiowej kompozycji urbanistycznej nie zrealizowano całości programu (zakładano sześć pawilonów dla zróżnicowanych grup wiekowych), podobnie jak to było z wildecką szkoła przy ul. Różanej. Powstały: gmach centralny, dwa pawilony dydaktyczne, sala gimnastyczna z pomieszczeniami gospodarczymi i mieszkaniem woźnego.
Istotnym elementem kompozycyjnym jest powtarzany w elewacjach motyw kratownicy strunobetonowej. Całość obłożona jest cegłą licową, jasno otynkowano natomiast elementy z betonu. W płycinach międzyokiennych umieszczono mozaiki nawiązujące do renesansowego ornamentu okuciowego. Budynki zwieńczono dachami czterospadowymi o dużym spadku.
W pobliżu znajdują się m.in.: Rynek Wildecki, dawny Zakład Sacré-Coeur i Powiatowy Urząd Pracy.